# GNewSense
gNewSense je distribucija operacijskega sistema Linux, ki temelji na Debianu.
Namen gNewSensa je zagotavljati uporabniku prijazno distribucijo, vendar brez avtorsko zaščitene programske opreme. Distribucija za delovanje v celoti uporablja prosto programje, katero se prenaša na računalnik iz temu namenjenih zrcalnih strežnikov po svetu. gNewSense ne popušča pri integraciji zaprte kode, vsa dokumentacija, ki temelji na zaprti kodi je iz distribucije umaknjena. Free Software Foundation je zagovornik te zamisli in tega operacijskega sistema, od januarja 2010 pa jo za delo uporablja tudi Richard Stallman.
Projekt sta leta 2006 osnovala Brian Brazil in Paul O'Malley. Od oktobra 2006, po različici 0.85 je distribucija dobila pomoč s strani Free Software Foundation.

## Tehnični vidik
V osnovi gNewSense za delovanje uporablja grafični uporabniški vmesnik GNOME, uradno namizje projekta GNU. Namizje KDE je tudi v  uporabi. Ubiquity namestitveni program omogoča namestitev na trdi disk s samega LIVE CD-ja. Poleg standardnih programov je možno namestiti še pisarniški program LibreOffice za dokumentacijo, spletni  brskalnik Epiphany, sistem za komuniciranje Pidgin in urejevalnik slik GIMP. Programi za izdelavo orodij kot sta GNU C Compiler in GNU Emacs, sta naložena že v osnovi.

## Različice
Različica 1.0 "deltad" je bila izdana 2. novembra 2006 in je temeljila na distribuciji Ubuntu 6.06 "Dapper Drake". Različica 2.0 "deltah" je bila izdana 30. aprila 2008 in je temeljila na Ubuntu 8.04 "Hardy Heron". Različica 2.1 je rahlo posodobljena in omogoča odstranjevanje avtorsko zaščitene programske opreme ter dodajanje podpore za novo strojno opremo. Različica 2.3 že temelji na distribuciji Debian "lenny". Zadnja stabilna različica je 3.0 izdana 6. avgusta 2013.